# Торонийски залив
Торонийският или Касандренският залив (на гръцки: Τορωναίος κόλπος, Торонеос Колпос, Κόλπος Κασσάνδρας) е залив на Егейско море, разположен покрай югоизточното крайбрежие на полуостров Халкидики, край северните брегове на Гърция. Наименован е на древното селище Торони. Заливът се простира между две от разклоненията на Халкидическия полуостров – Ситония на североизток и Касандра на югозапад. Дължина 50 km, ширина от 9 до 24 km, дълбочина до 274 m. В източната му част, на 4,5 km от п-ов Ситония е разположен малкия необитаем остров Келифос. Приливите са полуденонощни, с височина под 0,5 m. Чрез Потидейския канал се свързва със Солунския залив – изкуствен плавателен канал, прокопан още в древността, минаващ през провлака свързващ полуостров Касандра с останалата част на Халкидическия полуостров, северно от градчето Потидея. По цялото крайбрежие на залива са разположени множество морски курорти, които са важна туристическа дестинация предимно за български и румънски граждани през последните години.